# Конша (деревня)
Конша — деревня в Корткеросском районе республики Коми в составе сельского поселения Мордино.

## География
Расположена на левобережье реки Локчим примерно в 43 км по прямой на юг-юго-восток от районного центра села Корткерос.

## История
Официальная дата основания 1784 год.  

## Население
Постоянное население  составляло 27 человек (коми 74%) в 2002 году, 27 в 2010 .